# Ховрах жовтий
Ховрах жовтий як Citellus maximus (Spermophilus fulvus) — гризун з родини вивіркових (Sciuridae), один з представників роду ховрах (Spermophilus).

## Опис
Цей невеликий ховрах до 280 мм завдовжки, з хвостом до 65 мм (зазвичай 16–21% довжини тіла). Має внутрішні защічні мішки для перенесення їжі. Голова, шия і тіло різних відтінків сірувато-коричневого і є червонувато-вохристі плями на переніссі; щічні й надбрівні плями також вохристо-червоних тонів. Диплоїдний набір хромосом: 36.

## Середовище проживання
Країни поширення: Афганістан, Китай, Іран, Казахстан, Киргизстан, Російська Федерація, Таджикистан, Туркменістан, Узбекистан. У Європі — лише регіон на північ від Каспійського моря. Мешкає в піщаних, глинистих і лесових пустелях та напівпустелях.

## Спосіб життя
Зазвичай риє одну нори на великій території. Іноді використовує нори Rhombomys opimus. Сезонні міграції здійснюються, коли нора залита талими водами, або в пошуках свіжої рослинності. Зі сплячки вид виходить у середині травня, а через 3–4 місяці знову переходить в режим глибокого сну. Харчується надземними частинами злаків, полину і солянок.

## Загрози та охорона
На вид полюють задля м'яса та шкур для місцевої торгівлі. Можлива деградація середовища проживання шляхом випасу худоби шляхом збільшення поголів'я худоби. Посухи також загрожують цього виду. Є в деяких охоронних територіях (приблизно 5% від ареалу виду в Монголії).